# Мамаду Багайоко (малійський футболіст)
Мамаду Багайоко (фр. Mamadou Bagayoko, нар. 21 травня 1979, Париж) — малійський футболіст, що грав на позиції нападника.
Виступав, зокрема, за клуби «Страсбур», «Нант» та «Ніцца», а також національну збірну Малі.

## Клубна кар'єра
Розпочав грати на дорослому рівні у нижчолігових французьких клубах «Дюнкерк» та «Санс». Своєю грою за останню команду привернув увагу представників тренерського штабу вишолігового клубу «Страсбур», до складу якого приєднався 1999 року. 16 жовтня 1999 року Багайоко дебютував у Дивізіоні 1 в матчі проти «Монако» (0:1), а у сезоні 2000/01 виграв з командою національний кубок, хоча і не зіграв у жодному матчі турніру у тому розіграші. Загалом за команду зі Страсбурга Мамаду провів чотири сезони своєї ігрової кар'єри, зігравши 74 гри у всіх турнірах.
Згодом у сезоні 2003/04 Багайоко грав за «Аяччо», будучи основним гравцем команди і зігравши 34 гри у Лізі 1, після чого перейшов у «Нант», де теж перший рік був основним гравцем, але з приходом 2007 року нового головного тренера Сержа Ле Дізе Багайоко виявився непотрібним наставнику і по року виступав на правах оренди за клуби «Ніцца», якій допоміг дійти до фіналу Кубка французької ліги, де вони програли «Нансі» (1:2), та «Аль-Вахда» (Абу-Дабі).
2007 року, коли «Нант» очолив Мішель Тер-Закарян, Багайоко повернувся до клубу. Цього разу провів у складі його команди два сезони. Більшість часу, проведеного у складі «Нанта», був основним гравцем атакувальної ланки команди і одним з головних бомбардирів команди, маючи середню результативність на рівні 0,36 голу за гру першості.
27 липня 2009 року Багайоко підписав двосезонний контракт з «Ніццою» і якщо у перший рік стабільно виходив на поле, зігравши у 23 матчах, то за другий рік провів лише 5 ігор у Лізі 1. В результаті після цього Мамаду відправився за кордон і сезон 2011/12 провів у грецькому клубі «ПАС Яніна» та англійському «Донкастер Роверз» з Чемпіоншипу, але і там майже не грав.
Завершив професійну ігрову кар'єру у клубі третього французького дивізіону «Люзенак», за який Багайоко виступав протягом 2013 року.

## Виступи за збірні
1999 року залучався до складу молодіжної збірної Малі. У її складі взяв участь у молодіжному чемпіонаті світу 1999 року в Нігерії, де забив два голи, а Малі стала бронзовим призером турніру.
14 жовтня 2001 року дебютував в офіційних матчах у складі національної збірної Малі в грі проти Марокко. У складі збірної був учасником Кубка африканських націй 2002 року у Малі та Кубка африканських націй 2010 року в Анголі. Всього протягом кар'єри у національній команді, яка тривала 11 років, провів у її формі 34 матчі, забивши 6 голів.